# Línea 111 (Montevideo)

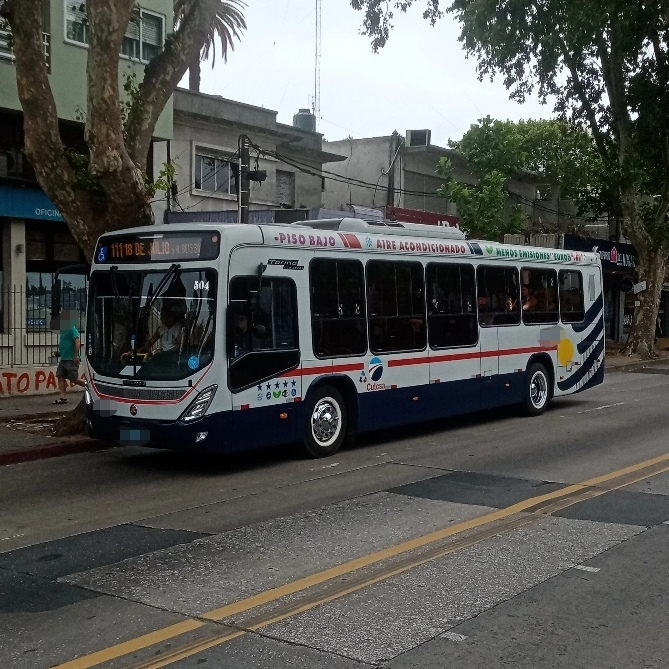
Línea 111 circulando por la Avenida 8 de Octubre.

La línea 111 es una línea urbana de Montevideo que une los barrios del Cordón con Malvín en modalidad de circuito. El destino de ida es Malvín y el de regreso la Avenida 18 de Julio y Alejandro Beisso.

## Características
Al igual que en la línea 113, su destino predeterminado era la Plaza España, pero en julio de 2018 se decidió acortar dicho recorrido, teniendo su destino en la parada de la intersección de la Avenida 8 de Octubre y Presidente Berro. Dicho recorrido funciona desde las 09:00 de la mañana hasta la última salida nocturna de esta línea, operando durante la noche el recorrido hacía Plaza España en sus primeros servicios hasta las 09:00 de la mañana. Desde el año 2022 de definió extender el recorrido durante el día,  en la  parada sobre la Avenida 18 de Julio y Alejandro Beisso.

## Recorridos
Atraviesa diferentes barrios de la ciudad, entre ellos: Ciudad Vieja, Centro, Cordón, La Blanqueada, La Unión, Curva de Maroñas, Flor de Maroñas, Barrio Ideal, Malvín Norte y Malvín
| Ida - Terminal Plaza España - Camacuá - Brecha - Buenos Aires - Plaza Independencia - Avda. 18 de Julio - Avenida 8 de Octubre - Andén 6 (Intercambiador Belloni) - Camino Maldonado - Veracierto - Ingeniero Mesures - Hipólito Yrigoyen - Avenida Italia - Candelaria - Circunvalación Plaza Eduardo Fabini - Yacó - Almería - Avenida 18 de Diciembre | Vuelta - 18 de Diciembre - Rambla O'Higgins - Hipólito Yrigoyen - Isidoro Larraya - Veracierto - Camino Maldonado - Andén 3 (Intercambiador Belloni) - Avenida 8 de Octubre - Avenida 18 de Julio - Circunvalación Plaza Independencia - Liniers - Ciudadela - Camacuá - Terminal Plaza España |

## Paradas
| Ida Por 18 de julio: - Convención - Paraguay - Yaguarón - Vázquez - Magallanes - Eduardo Acevedo - Martín C Martínez - Alejandro Beisso Por 8 de Octubre: - Pte Berro - Av Dr Manuel Albo - Joaquín Secco Illa - Jaime Cibils - Hosp Militar - Centenario / L.A.H - J. Batlle y Ordóñez - Felipe Sanguinetti - Pernas - Gdor Viana - Cipriano Miro - Lindoro Forteza - Dr Silvestre Pérez - Pascual Paladino - Gral. Villagrán - Ramón Castríz - Vera - Habana - Gobernador Vigodet - Pirineos (Intercambiador Belloni) Por Veracierto: - Andrés Latorre - Puntas De Soto - Calle 5 - Gral Timoteo Aparicio - Luis Sacarello - Spencer - Campoamor - Nuñez De Arce - Cno Carrasco - Ingeniero R. V. Mesures Por Ingeniero Mesures - Hipólito Yrigoyen Por Hipólito Yrigoyen: - Dr Salvagno Campos - Luis Cluzeau Mortet - Ciudad De Azul - Igua - Godoy - Julio Sosa - Av Italia Por Candelaria: - Av Estanislao López - Asamblea - Av Gral Rivera - Velsen / Plaza Fabini Por Yacó: - Almería Por Almería: - Hipólito Yrigoyen - Av 18 de Diciembre Por 18 de Diciembre: - Av 18 de Diciembre (Terminal Malvín) | Vuelta Por 18 de Diciembre: - Av 18 de Diciembre Por Hipolito Yrigoyen: - Almería - Av Gral Rivera - Av Estanislao López - Av Italia - Julio Sosa - Godoy - Igua - Ciudad De Azul - Luis Cluzeau Mortet - Dr Salvagno Campos - Dr Melitón Romero - Cno Carrasco Por Veracierto: - Nuñez de Arce - Campoamor - Spencer - Luis Sacarello - Gral Timoteo Aparicio - Calle 5 - Puntas de Soto - Andrés Latorre Por Camino Maldonado: - Av José Belloni (Intercambiador Belloni) Por Av. 8 de Octubre: - Smidel - Güemes - Belén - 20 de Febrero - Gral. Villagrán - Pascual Paladino - Dr Silvestre Pérez - Larravide - Pte Ing José Serrato - Comercio - Ma. Stagnero de Munar - J. Batlle y Ordóñez - Agustín Abreu - Centenario / L.A.H - Hosp. Militar - Jaime Cibils - Cdte. Braga - Garibaldi - Pte. Berro Por Av. 18 de Julio: - Alejandro Beisso - Martín C Martínez - Eduardo Acevedo - Magallanes - Dr Javier Barrios Amorín - Yí - Río Negro - Andes Por Plaza Independencia - Juncal |

## Destinos intermedios
Ida
- Veracierto y Villademoros
- Malvín Norte (H. Yrigoyen y Igua)

Vuelta
- Intercambiador Belloni
- Curva de Maroñas
- Avenida Luis A. De Herrera
- Bulevar Artigas
- Avenida 18 de Julio y Fernández Crespo
- Plaza Cagancha